# Костров, Борис Викторович
Бори́с Ви́кторович Костро́в (17 ноября 1933, Томск — 17 мая 1998 Москва, Россия) — советский и российский геофизик, разработчик моделей очага землетрясений.

## Биография
Родился в Томске 17 ноября 1933, в семье профессора физики Томского университета В.Г. Кастрова. После ареста в 1937 году отца и его гибели переехал с матерью в Крым, где прожил все время оккупации Крыма фашистами в деревне в горном Крыму. Был свидетелем массовых расстрелов и показательных казней, что оставило тяжелую печать на всю жизнь.
В 1951 году окончил с золотой медалью школу в Севастополе, пытался поступить на физический факультет в Московский и Киевский университеты, но не прошел мандатную комиссию как член семьи врага народа. В итоге, при моральной поддержке соученика и товарища отца по Таврическому Университету Иннокентия Ивановича Попова поступил в Крымский Государственный педагогический институт на физико-математический факультет, который окончил в 1955 году.
После службы в рядах Советской Армии в 1958 году поступил работать на геофизическую станцию "Ялта" ИФЗ АН СССР в должности лаборанта.
В 1960 году стал и.о. заведующего станцией. По рекомендации профессора Е. Ф. Саваренского в 1961 году поступил в аспирантуру ИФЗ АН СССР к заведующему отделом волновых полей доктору физико-математических наук, выдающемуся механику Н. В. Зволинскому. Отдел был одним из самых сильных теоретических коллективов в истории мировой геофизики. 50-60-е годы были временем расцвета отечественной науки, в том числе и геофизики, она была востребована обществом и на фоне этого спроса произошел взрывной рост выдающихся личностей и результатов, материализовавших этот рост.
В 1964 году защитил в МГУ диссертацию на соискание ученой степени кандидата физико-математических наук и после реорганизации отдела  волновых полей ИФЗ стал его заведующим – единственный случай в истории этого института, когда заведующим отделом был назначен младший научный сотрудник.
В 1973 году защитил диссертацию на соискание ученой степени доктора физико-математических наук. Основные результаты работы опубликованы в двух монографиях: "Механика очага тектонического землетрясения" и "Principles of earthquake source mechanics" в соавторстве с Ш. Даc.
В 1970–1980-е годы непосредственно участвовал в создании современных методов и систем регистрации сейсмических сигналов.
Умер в Москве 17 мая 1998 года.

## Научная деятельность
Работал в области сейсмологии, в настоящее время в наиболее общем виде называемой математической сейсмологией.
Начало научной деятельности совпало с появлением первых серийных универсальных вычислительных машин и операционных систем,  пакетов прикладных программ, становлением методов вычислительной математики и математической физики в 60-70-х годах XX века. Наличие школы в ИФЗ и талантливых ученых в отделе способствовало получению  результатов, опережающих мировой уровень аналогичных исследований. Вся дальнейшая работа была процессом реализации того, что было задумано в эти годы.
За свою яркую научную жизнь опубликовал более 70 работ, большая часть из которых вошла в золотой фонд мировой науки. Ссылки на эти работы являются обязательными в крупных современных исследованиях в этой области. Классические результаты, полученные в механике за время работы в Институте Физики Земли, оказали большое влияние на продвижение вперед многих ранее нерешенных задач механики разрушения.
Внес основополагающий в мировой геофизике вклад в теорию очага землетрясения на основе решения задач механики разрушения. На основе этих результатов разработал методику определения основных характеристик очага землетрясения, которая используется в наблюдательной геофизике.
Развил метод функционально-инвариантных решений Смирнова-Соболева, и на основе этого получил, ставшие классическими, результаты в решении широкого круга автомодельных задач теории упругости.
Получил новые результаты в теории распространения трещин с переменной скоростью, которые стали новым этапом в решении динамических задач механики сплошной среды и математической геофизики.
Внес существенный вклад в решение практической проблемы автоматизации геофизической сети – современные системы сбора и обработки геофизической информации в значительной степени основываются на этих результатах, полученных в лаборатории в 1970–1980-е годы: автоматизированная система сбора и обработки геофизической информации для локальных полигонов (Проект СВК АСПЗ), аппаратные средства машинной графики, выпускавшиеся большой серией на предприятиях Минприбора СССР, и комплекс национальной системы мониторинга за подземными ядерными испытаниями – СНВ-1, в рамках которого был разработан весь комплекс прикладного программного обеспечения, включая интерактивную графическую систему обработки сейсмограмм.